# Menedemo di Eretria
Menedemo di Eretria (Eretria, 339 a.C. – 265 a.C.) è stato un filosofo greco antico fondatore di una scuola socratica minore chiamata eliaco-eretriaca.

## Biografia
Menedemo viene citato da Diogene Laerzio come filosofo e celebre autore di drammi satireschi, secondo per fama solo ad Eschilo, ma primo come tragediografo.
Molto abile nell'eristica, l'arte di contendere a parole, fu anche uomo politico.
Si hanno scarse e frammentarie notizie di lui riportate in Diogene Laerzio, Cicerone, Plutarco, Simplicio: originario di Eretria, vissuto tra il 339 e il 265 a.C. o tra il 345/4 a.C. e il 261/0 a.C. , fu discepolo della scuola socratica di Fedone di Elide e, quando questa si dissolse, conservò il pensiero del maestro fondando a Eretria, assieme al suo amico Asclepiade di Fliunte una scuola filosofica chiamata eliaco-eretriaca.
Fu sospettato di voler tradire la patria in favore della Macedonia e per questo fu costretto a fuggire dalla Grecia per rifugiarsi alla corte di Antigono Gonata, dove morì di disperazione: «...Ti spegnesti volontariamente non toccando cibo per sette giorni: gesto degno di un eretriese, ma non di un uomo, ché la disperazione fu la guida al tuo destino.»
La sua dottrina, vicina a quella della scuola di Megara, intellettualizza il sommo bene socratico identificandolo con l'unico essere eleatico mentre nell'etica riprende parzialmente il pensiero stoico.